# Pedra da Escrita

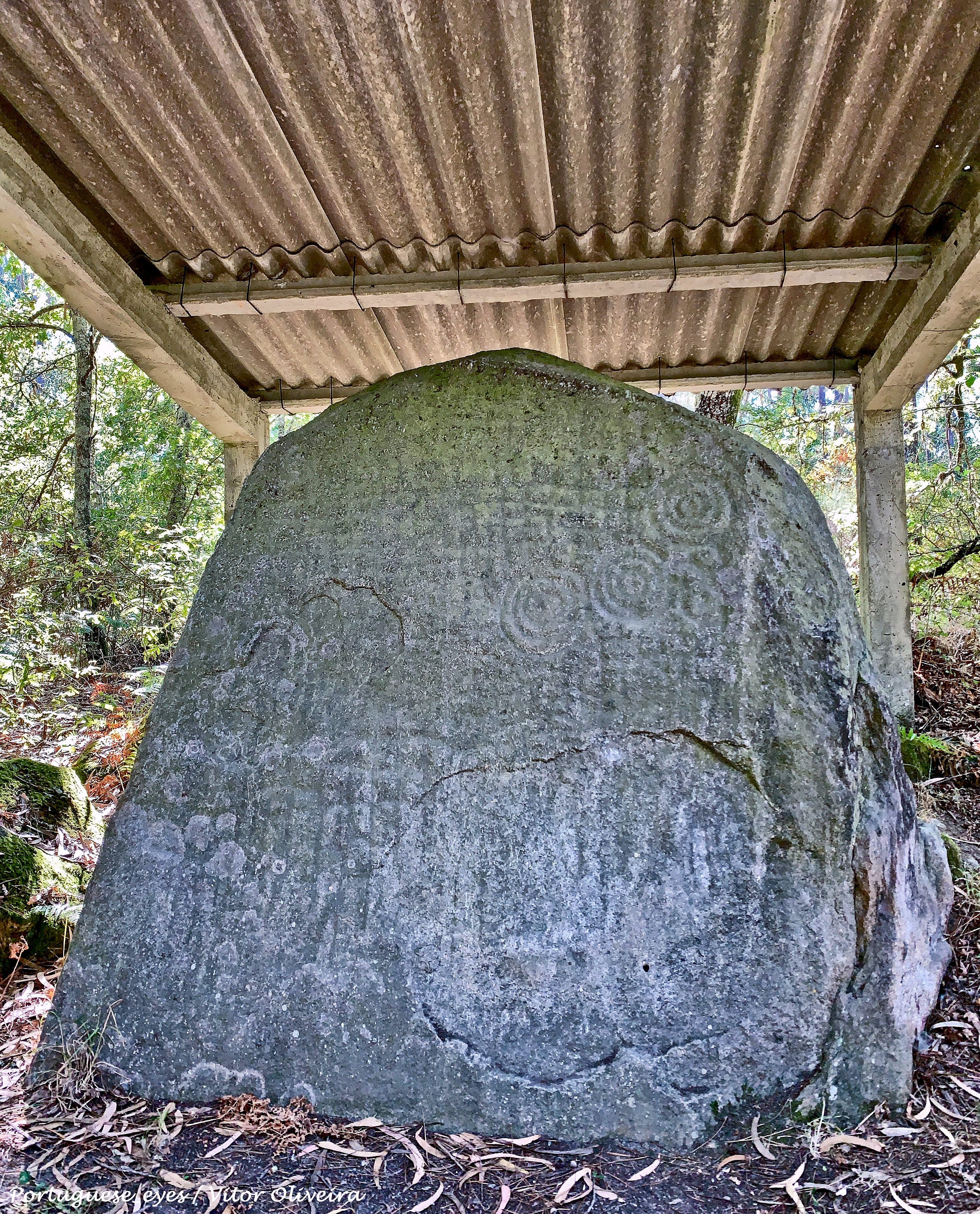
Felsritzung von Pedra da Escrita

Die Felsritzungen von Pedra da Escrita (deutsch „beschriebene Steine“) liegen am Beginn der Straße Rua da Buzide in Serrazes bei São Pedro do Sul, in der Beira Alta im mittleren Portugal, etwa 20 km (Luftlinie) nordwestlich von Viseu.
Sie befinden sich auf einen Granitblock von etwa 2,5 m Höhe und 2,0 m Breite, dessen nach Osten weisende Kluftfläche mit konzentrischen Kreisen, Rechtecken, Schälchen stilisierten menschlichen Figuren und rechtwinkliger Schraffur dekoriert ist. Nach stilistischen Kriterien wird diese Kunst in die späte Bronzezeit (10. Jahrhundert v. Chr.) datiert. Der Felsen wird durch ein Dach geschützt und ist an der Straße ausgeschildert.